# 同一首歌 (歌曲)
《同一首歌》由陈哲、胡迎節作词，孟卫东作曲，创作於1990年。是一首以团聚与沟通为主题的中国歌曲。歌词中无具体指向，如“梦”“欢聚”“渴望”等詞，可通用於多种场合的演唱。1991年中国中央电视台春节联欢晚会上，杭天琪与甄妮演唱了首版《同一首歌》以表达祝愿春节团圆之情，此後成为回顾中国中央电视台春节联欢晚会历届经典歌曲之必选。此後又有毛阿敏、蔡国庆等歌手演唱。

## 版权纠纷
2004年，中国中央电视台的音乐栏目《同一首歌》被歌曲《同一首歌》词曲作者陈哲、胡迎节、孟卫东状告，以其将他们的歌曲冠以节目名称並商演多年，却始终未与他们达成有偿使用协议。而栏目总制片人孟欣回应称“同一首歌”已被央视注册为商标，受《中华人民共和国商标法》保护，不存在侵权问题。